# Pic de Pilàs
El Pic de Pilàs és una muntanya de 2.656 metres que es troba a cavall dels termes municipals d'Alt Àneu (antic municipi d'Isil) i de la Guingueta d'Àneu (antic municipi d'Unarre), a la comarca del Pallars Sobirà.
És a l'extrem sud-occidental de la Serra de Pilàs, al nord-est del Pic de Sarredo i al sud-oest de l'Estanyardo.
Aquest cim està inclòs al llistat dels 100 cims de la FEEC.